# Frangy-en-Bresse
Frangy-en-Bresse este o comună în departamentul Saône-et-Loire, Franța. În 2009 avea o populație de 628 de locuitori.

## Evoluția populației
| An        | 1975 | 1982 | 1990 | 1999 | 2006 | 2009 |
| --------- | ---- | ---- | ---- | ---- | ---- | ---- |
| Populație | 696  | 656  | 552  | 576  | 600  | 628  |